# City Theater (bioscoopketen)
City Theater (voluit De NV Maatschappij tot Exploitatie van het City Theater) was een Nederlandse bioscoopketen. In 1923 werd in Den Haag het eerste City Theater geopend. De NV Maatschappij tot Exploitatie van het City Theater opende vervolgens in 1929, eveneens in Den Haag, het Flora Theater en in 1930 het Odeon Theater. In 1933 opende het Lumière Theater in Rotterdam zijn deuren.
Het City Theater in Amsterdam werd de vijfde bioscoop van de firma, die onder leiding stond van Bartel Wilton, beter bekend van de Wilton-Fijenoord-werf in Rotterdam. Het zou met 1.830 zitplaatsen en een oppervlakte van 1.225 vierkante meter de grootste bioscoop van het land worden die zich moest kunnen meten met Tuschinski. Het uitgestrekte terrein achter de Korte Leidsedwarsstraat werd aangekocht in 1934. Het ontwerp was van Jan Wils, die in 1928 het Olympisch Stadion had ontworpen. Het interieur werd grotendeels door de Duitse architect Oscar Rosendahl ontworpen.
In 1985 werd de bioscoopketen overgenomen door de Cannon Group, waarvan in 1995 de bioscopen terechtkwamen bij Pathé Nederland.